# BTG2
BTG2 (англ. BTG anti-proliferation factor 2) – білок, який кодується однойменним геном, розташованим у людей на короткому плечі 1-ї хромосоми.  Довжина поліпептидного ланцюга білка становить 158 амінокислот, а молекулярна маса — 17 416.
| 10         |  | 20         |  | 30         |  | 40         |  | 50         |
| ---------- |  | ---------- |  | ---------- |  | ---------- |  | ---------- |
| MSHGKGTDML |  | PEIAAAVGFL |  | SSLLRTRGCV |  | SEQRLKVFSG |  | ALQEALTEHY |
| KHHWFPEKPS |  | KGSGYRCIRI |  | NHKMDPIISR |  | VASQIGLSQP |  | QLHQLLPSEL |
| TLWVDPYEVS |  | YRIGEDGSIC |  | VLYEEAPLAA |  | SCGLLTCKNQ |  | VLLGRSSPSK |
| NYVMAVSS   |  |            |  |            |  |            |  |            |

A: Аланін

C: Цистеїн

D: Аспарагінова кислота

E: Глутамінова кислота

F: Фенілаланін

G: Гліцин

H: Гістидин

I: Ізолейцин

K: Лізин

L: Лейцин

M: Метіонін

N: Аспарагін

P: Пролін

Q: Глутамін

R: Аргінін

S: Серин

T: Треонін

V: Валін

W: Триптофан

Кодований геном білок за функцією належить до фосфопротеїнів. 
Задіяний у таких біологічних процесах як транскрипція, регуляція транскрипції, поліморфізм. 